# 猩猩草
猩猩草（学名：Euphorbia cyathophora）为大戟科大戟属的植物。分布在中南美洲以及中国大部分地区，生长于海拔1,100米至1,300米的地区，多生在植物园、公园及温室中，目前已由人工引种栽培。

## 别名
草一品红（云南种子植物名录）